# دی‌اچ‌ال اینترنشنال اوییشن ام‌ئی
دی‌اچ‌ال اینترنشنال اوییشن ام‌ئی (به انگلیسی: DHL International Aviation ME) یک شرکت هواپیمایی با کد یاتا ES است که در ۱۹۷۹ میلادی تأسیس شده‌است. دفتر مرکزی دی‌اچ‌ال اینترنشنال اوییشن ام‌ئی در محرق، بحرین واقع شده‌است و قطب این شرکت هواپیمایی در فرودگاه بین‌المللی بحرین قرار دارد.